# Torri di Trango
Le Torri di Trango sono delle montagne dall'aspetto di monoliti di granito che si ergono nella regione del Baltistan in Pakistan. 

## Descrizione
Fanno parte del gruppo del Baltoro Muztagh, sottogruppo della catena montuosa del Karakorum e si trovano a circa venti chilometri a ovest del K2. Si affacciano a ovest sul ghiacciaio di Trango e a est sul ghiacciaio di Dunge, entrambi rami del ghiacciaio del Baltoro.
Le cime sono costituite da:
- Grande Torre di Trango (6.286 m): è il punto più alto e ha a sua volta quattro cime, Principale (6.286 m), Sud o Sud-Ovest (6250 m), Est (6.231 m) e Ovest (6.223 m);
- Torre di Trango (6.239 m): chiamata anche Nameless Tower si trova a nord-ovest della Grande Torre di Trango;
- Trango Monk: a nord della Torre di Trango;
- Trango Pulpit (6.050 m)
- Trango Castle (5.753 m)

## Vie d'arrampicata

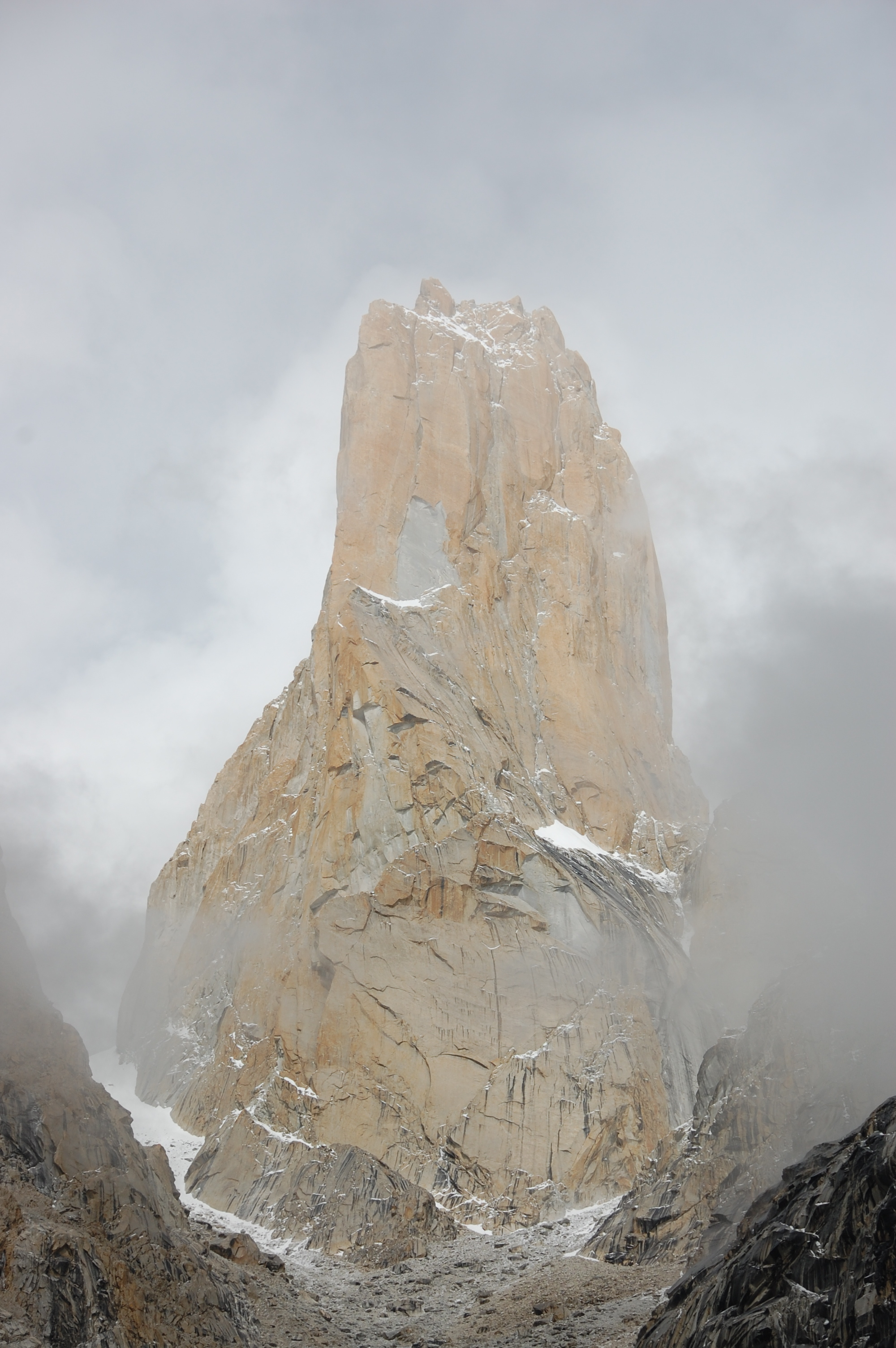
La parete ovest e sud della Nameless Tower, su cui è stata aperta la celebre via Eternal Flame

Sulla Grande Torre di Trango e sulla Nameless Tower salgono diverse vie d'arrampicata. L'altitudine, le condizioni meteorologiche e logistiche ne fanno delle ascensioni estremamente impegnative.

### Grande Torre di Trango
- Norwegian Pillar - 1984 - Prima salita di Christian Doseth, Finn Dæhli, Stein Aasheim e Dag Kolsrud.
- Versante nord ovest - 1988 - Prima salita in solitaria di Maurizio Giordani.
- The Grand Voyage - 1992 - Prima salita di John Middendorf, Xaver Bongard.
- Assalam Alaikum - agosto 2005 - Prima salita di Dodo Kopold e Gabo Cmarik, VIII,A2,ABO.[2]

### Nameless Tower
- Via Slovena - 1987 - Prima salita di Slavko Cankar, Franc Knez, Bojan Šrot, 900 m/VI,5.11,A0. Prima salita in libera di Wolfgang Güllich, Kurt Albert e Hartmut Munchenbach nel 1988.
- Gran Diedre Desplomado - 1987 - Prima salita di Michel Piola, Stephane Schaffler, Michel Fauquet e Patrick Delale, 1100 m/VI,5.11,A4.[3]
- Via Svizzera-Polacca - 1988 - Prima salita di Erhard Loretan e Wojciech Kurtyka, 1100 m/VI,5.10,A3.
- Eternal Flame - settembre 1989 - Prima salita di Wolfgang Güllich, Kurt Albert, Christof Stiegler e Milan Sykora, 650 m/7c+. Prima salita in libera di Alexander Huber e Thomas Huber nel 2009.[4]